# Wybelsumer Kirche

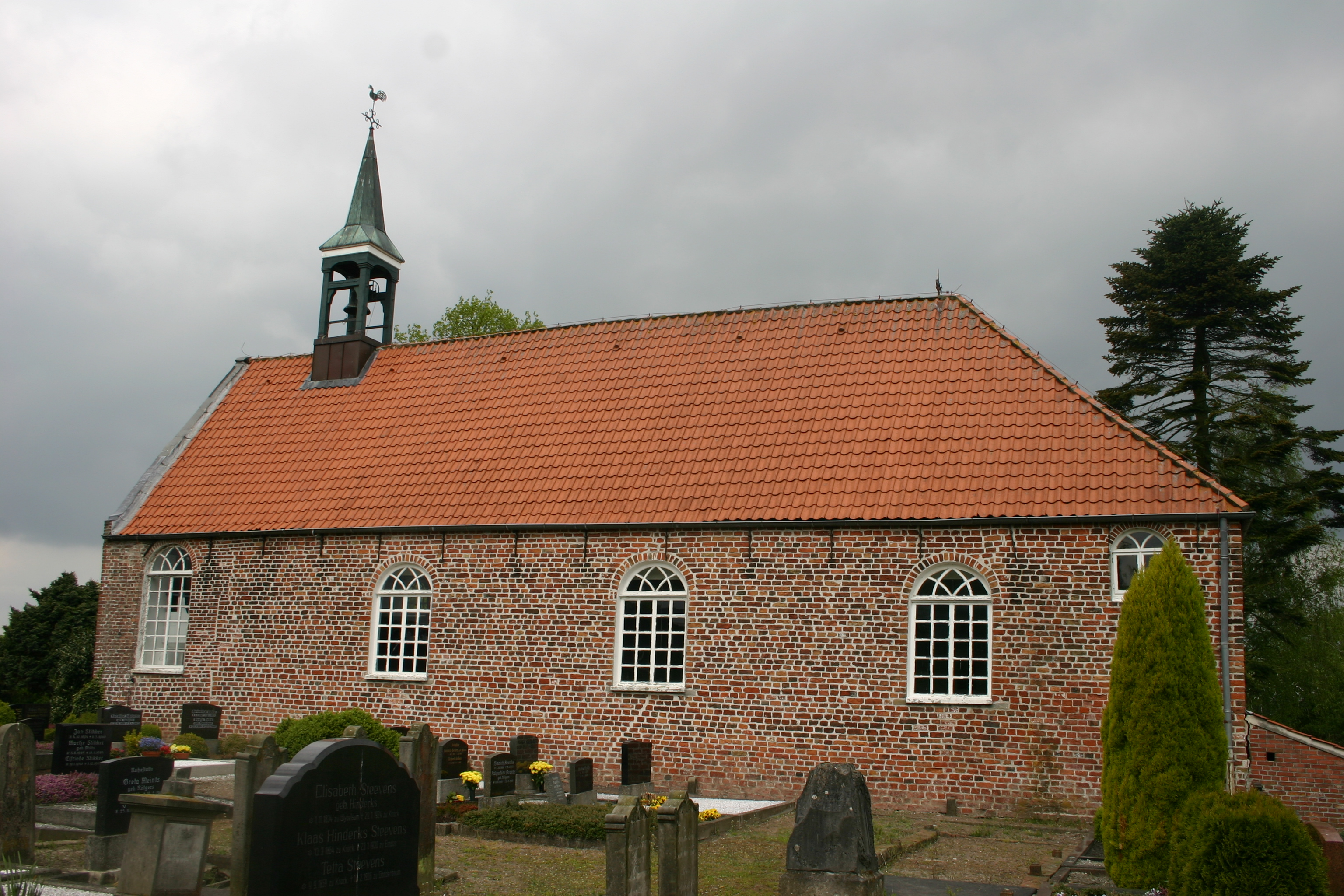
Wybelsumer Kirche

Die evangelisch-reformierte Wybelsumer Kirche in der ostfriesischen Stadt Emden wurde im Jahre 1700 nach der Ausdeichung von Geerdsweer errichtet.

## Geschichte und Baubeschreibung

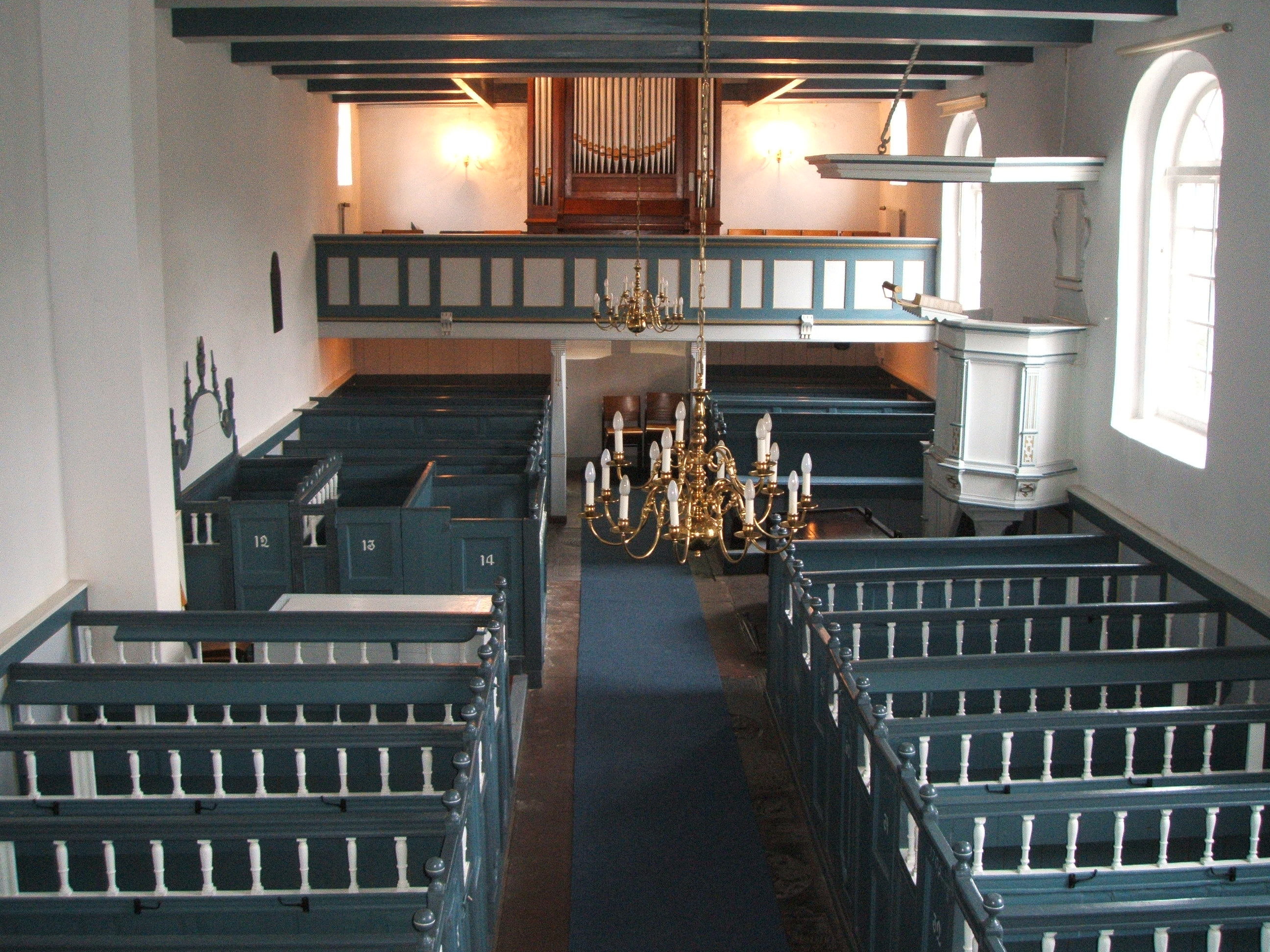
Innenraum mit dem Vocalion

Ursprünglich gehörte Wybelsum zum Kirchspiel von Geerdsweer, dessen Gotteshaus aus Tuffstein errichtet und St. Nikolaus geweiht worden war. Nach der Sturmflut vom 16. November 1699 wurde die Deichlinie verlegt und der Ort aufgegeben. Die Kirche wurde 1700 abgebrochen und die Steine sowie eine Glocke in die Niederlande verkauft. Der hohe Kirchturm aus Tuffstein hatte bis dahin als Landmarke gedient.
Im Jahre 1700 wurde dann in Wybelsum eine neue Kirche im Stil des Barock errichtet. Das rechteckige Backsteinbauwerk hat eine Länge von 22,10 Metern und ist 7,40 Meter breit. Das Gebäude wird von einem Walmdach mit einem Dachreiter abgeschlossen, der von einem Hahn als Wetterfahne bekrönt wird. Durch vier große rundbogige Fenster in der Südmauer fällt Licht in die Kirche, während die Nordseite fensterlos blieb. Zudem befindet sich ein kleines hochsitzendes Fenster ganz im Osten der Südseite. Betreten wird das Gotteshaus durch ein rundbogiges Portal an der Westseite, das das Erbauungsjahr 1700 trägt.
Die Kanzel, der Abendmahlstisch und die Bänke wurden aus Geerdsweer übernommen. Die Glocke stammt aus dem Jahr 1494. Ein Taufstein aus dem 13. Jahrhundert, der um 1900 dem Stadtmuseum übergeben wurde, ist seit dem Zweiten Weltkrieg verschollen.
Seit 1970 ist die Stadt Emden Eigentümer der Kirche und des Grundstücks, das die Gemeinde gegen ein Grundstück in der nahe gelegenen Kloster-Langen-Straße tauschte. Hier wurde 1974 ein neues Gemeindezentrum gebaut, die „Neue Kirche“. Neben den Gemeinderäumen steht für die Gottesdienste ein eigener Gottesdienstsaal zur Verfügung. Hier steht eine kleine Orgel mit Flügeltüren von Ahrend & Brunzema aus dem Jahr 1965 mit sechs Registern, die teilweise aus einer älteren Orgel von P. Furtwängler & Hammer übernommen wurden. Die Stadt Emden erhält für die Nutzung der Alten Kirche bei Kasualien eine Miete, ist aber auch für den Unterhalt des Gebäudes zuständig. In den 1980er Jahren begannen Gemeindeglieder mit der Renovierung der baufälligen Kirche. Sie bauten eine Heizung ein, sanierten das Gestühl, erwarben zwei Kronleuchter und erneuerten den abgängigen Turm. Im Jahr 2009 verlegten Rentner ehrenamtlich den Fußboden. Im Rahmen der Dorferneuerungsplanung der Stadt Emden wurden im Jahr 2009 Kosten von 40.000 € für die Außensanierung der Kirche (Fenster, Mauerverfugung, Dachrinnen) veranschlagt.
Heute wird die Kirche vor allem als Leichenhalle und für Trauerandachten genutzt. Gottesdienste werden in ihr anlässlich von Trauungen und an einigen Gedenktagen gehalten. Die Wybelsumer Gemeinde teilt sich eine Pfarrstelle mit der benachbarten Gemeinde von Logumer Vorwerk. Beide Gemeinden gehören zum Synodalverband Nördliches Ostfriesland der Reformierten Kirche, dem 39 Gemeinden mit rund 37.000 Mitgliedern angehören.

## Ausstattung

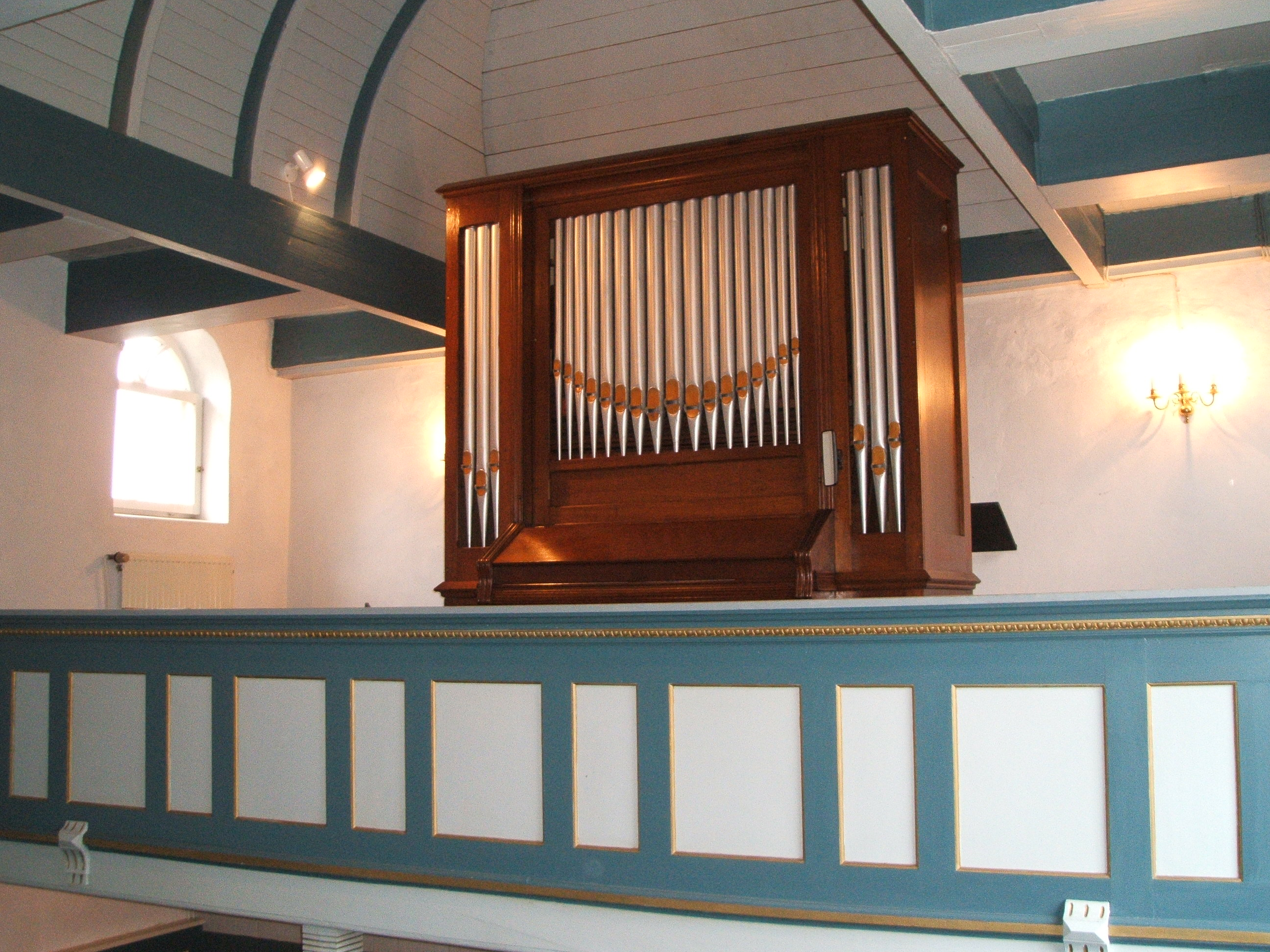
Vocalion von 1894

In den schlichten Einraumsaal ist eine Holzbalkendecke eingezogen. An der Ostseite ist eine Empore eingebaut. Der Raum wird von den Farben Weiß und Taubenblau dominiert. Das blau gefasste Kirchengestühl mit weißen Traljengittern ist hufeisenförmig auf die schlichte weiße Kanzel an der Südwand ausgerichtet. Sie hat einen sechseckigen Grundriss und einen Schalldeckel. Kannelierte Pilaster grenzen die schlichten Felder des Kanzelkorbs ab.
Von herausragender kunsthistorischer Bedeutung ist das Vocalion von 1894, ein Druckwindharmonium der Firma Mason & Risch aus Worcester (Massachusetts). Das Instrument verfügt über acht Register und ist möglicherweise das einzige seiner Art in Europa.